# Тростберг
Тростберг (њем. Trostberg) град је у њемачкој савезној држави Баварска. Једно је од 35 општинских средишта округа Траунштајн. Према процјени из 2010. у граду је живјело 11.650 становника. Посједује регионалну шифру (AGS) 9189157.

## Географски и демографски подаци
Тростберг се налази у савезној држави Баварска у округу Траунштајн. Град се налази на надморској висини од 493 метра. Површина општине износи 51,5 km². У самом граду је, према процјени из 2010. године, живјело 11.650 становника. Просјечна густина становништва износи 226 становника/km².

## Међународна сарадња
| Мјесто   | Држава  | Врста сарадње | Од    |
| -------- | ------- | ------------- | ----- |
| Вијаређо | Италија | контакт       | 1977. |
| Извор    |         |               |       |